# Teza (film 2008)
Teza (amh. ጤዛ, dosł. tłum. Rosa) – etiopski dramat filmowy z 2008 roku w reżyserii Hailego Gerimy, zrealizowany w ramach międzynarodowej koprodukcji.
Film zdobył Nagrodę Specjalną Jury, czyli drugie pod względem znaczenia wyróżnienie w konkursie głównym, oraz Złotą Osellę za najlepszy scenariusz na 65. MFF w Wenecji.

## Fabuła
Po studiach medycznych w Niemczech Anberber wraca do ojczystej Etiopii i zastaje kraj w stanie rozpadu. Jego młodzieńcze idealistyczne marzenia o poprawie stanu zdrowia rodaków wkrótce legną w gruzach pod naciskiem totalitarnego reżimu Hajlego Mengistu, a o względy wykształconego intelektualisty zaczną zabiegać zarówno wojskowi, jak i rebelianci.

## Obsada
- Aaron Arife – Anberber
- Abeye Tedla – Tesfaye
- Teje Tesfahun – Azanu
- Nebiyu Baye – Ayalew
- Takalech Beyene – Tadfe
- Mengistu Zelalem – Anberber jako dziecko
- Wuhib Bayu – Abdul
- Veronika Avraham – Gabi
- Araba Evelyn Johnston-Arthur – Cassandra[4]

## Produkcja
Zdjęcia kręcono na terenie Etiopii.